# Puerto Rico en los Juegos Olímpicos de Seúl 1988
Puerto Rico estuvo representado en los Juegos Olímpicos de Seúl 1988 por un total de 47 deportistas, 44 hombres y 3 mujeres, que compitieron en 12 deportes.
El portador de la bandera en la ceremonia de apertura fue el jugador de béisbol Jesús Feliciano Amadeo. El equipo olímpico puertorriqueño no obtuvo ninguna medalla en estos Juegos.